# Pithari
Een pithari  (Grieks: πιθάρι) is een groot aardewerk vat, bedoeld voor opslag die werden vervaardigd onder andere in Phini en Kornos op Cyprus.

## Geschiedenis
Al sinds het Neolithicum werd op Cyprus aardewerk vervaardigd; de klei van het eiland was door zijn specifieke plastische eigenschappen zeer geschikt voor keramiek. Men vervaardigde naar behoefte gebruiksaardewerk, waarvan de stijl door de loop der eeuwen zich doorlopend wijzigde.
De aardewerk vaten voor de gisting en bewaring van wijn uit de omgeving van Phini hadden grote afmetingen en zijn daardoor bekend geworden. In Phini ontwikkelde zich in de loop der eeuwen een unieke en uitgebreide pottenbaktraditie; het was een van de vier belangrijkste centra van aardewerk op Cyprus. De klei bakt rood en enigszins poreus terracotta. De kleinere voorwerpen werden gemaakt door de vrouwen, terwijl de mannelijke bevolking zich toelegde op de vervaardiging van wijnvaten.
In de buurt van Limisso, een gehucht dat anno 2020 niet meer bestaat, ontdekte Luigi Mayer aan het einde van de 18e eeuw een enorme pot met een doorsnede van 3 meter en een wanddikte van 9 centimeter. De pot was voorzien van vier handgrepen versierd met de afbeelding van een stier. De binnenzijde van de pot was bedekt met een teerachtige laag, de inhoud zal ongeveer 12.000 liter zijn geweest.
Met name op Cyprus werden de grote pitharia gebruikt bij de fabricage van een typisch Cypriotische wijn, de Commandaria. Dit is een amberkleurige, zoete dessertwijn van druiven verbouwd op de uitlopers van het Troödosgebergte.

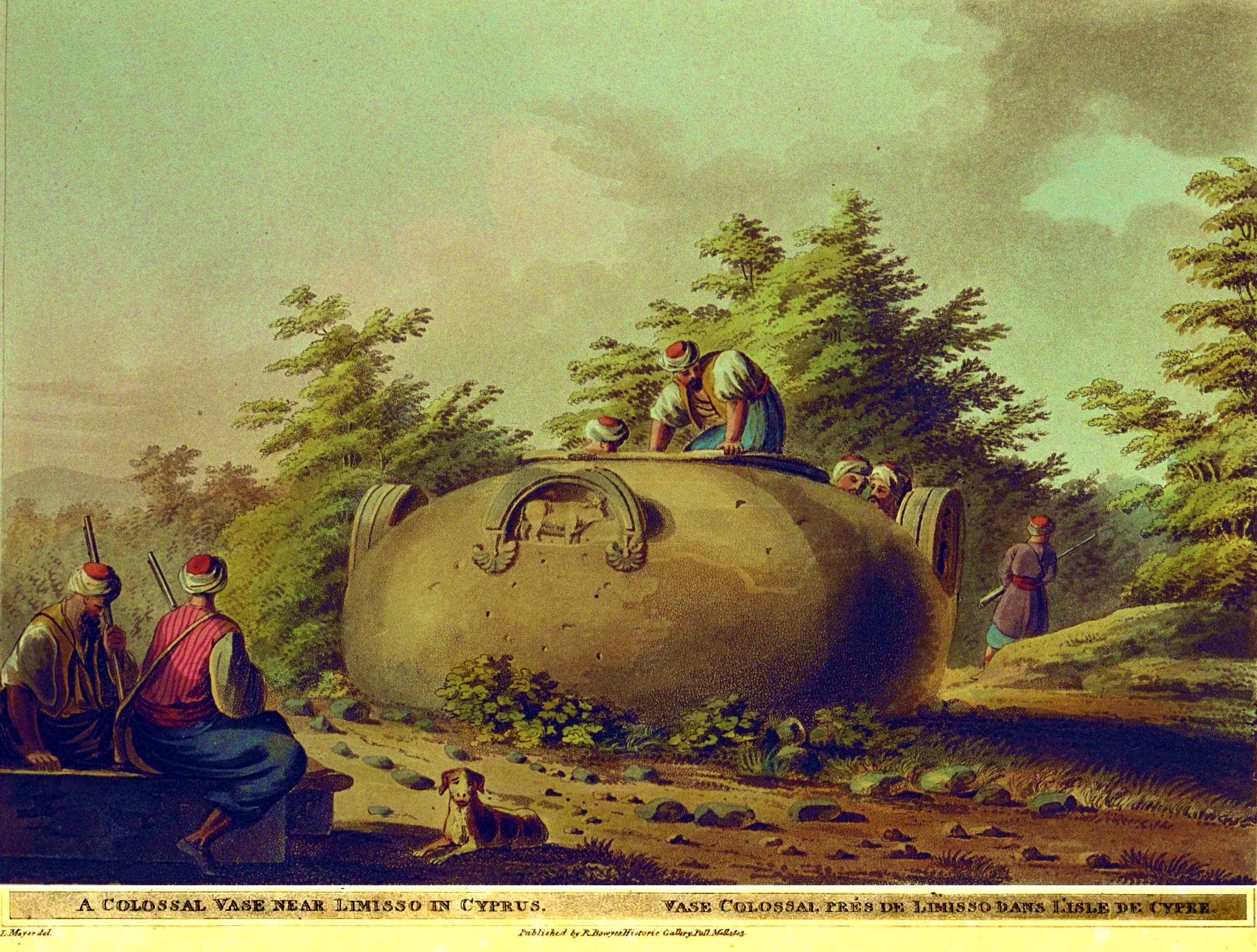
Kolossale pot, Luigi Mayer
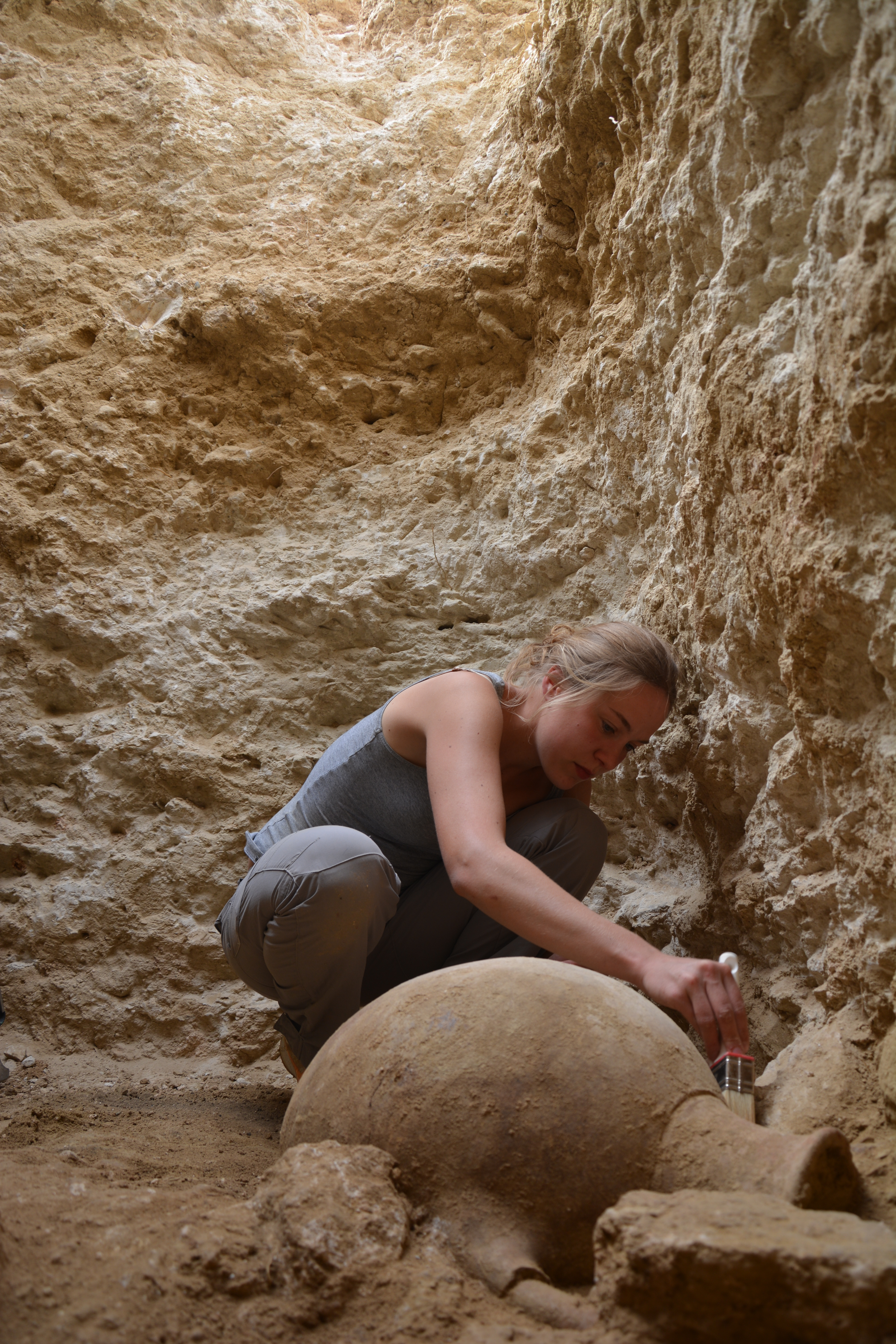
Opgraving in Pyla op Cyprus
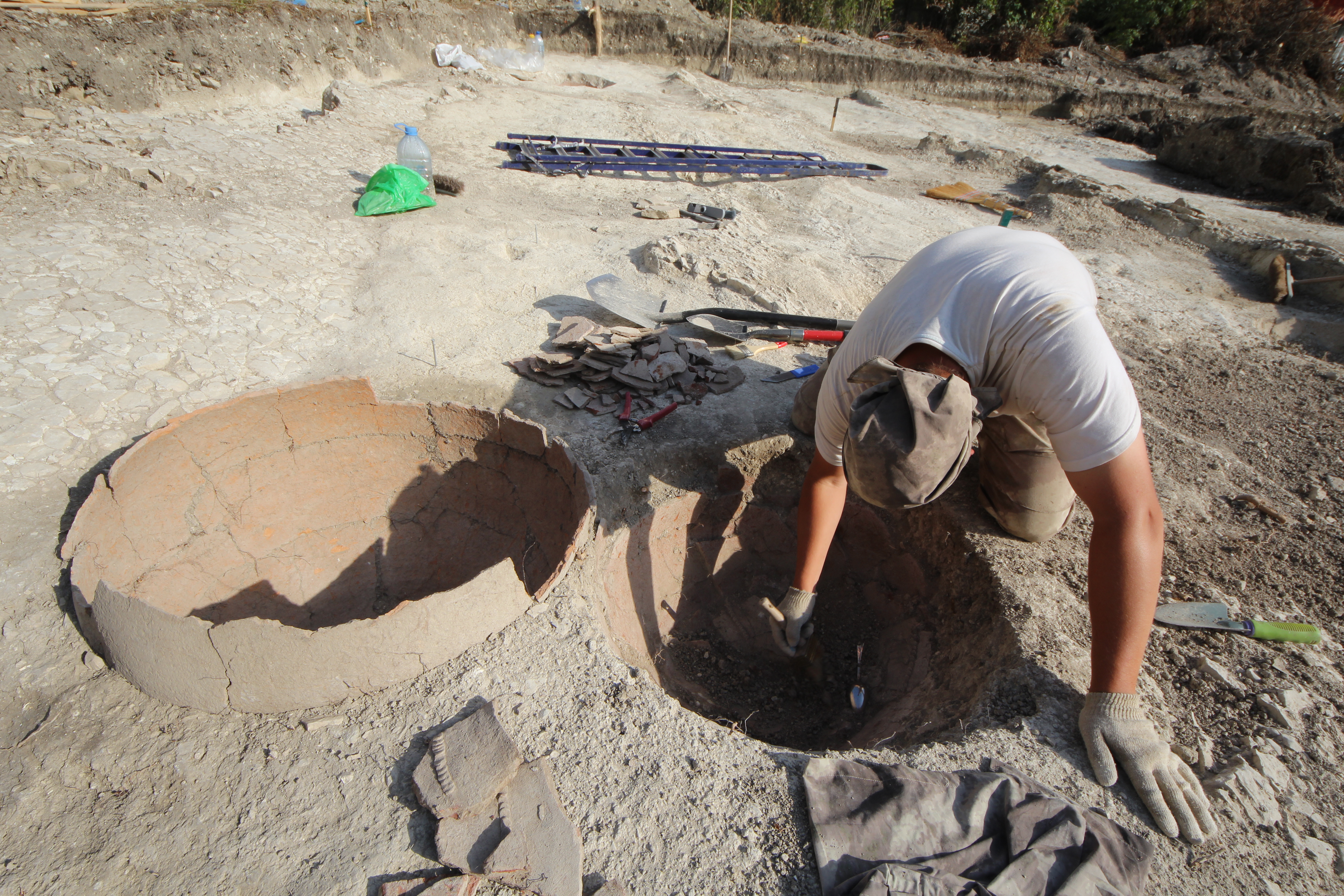
Archeologisch veldwerk

## Productie

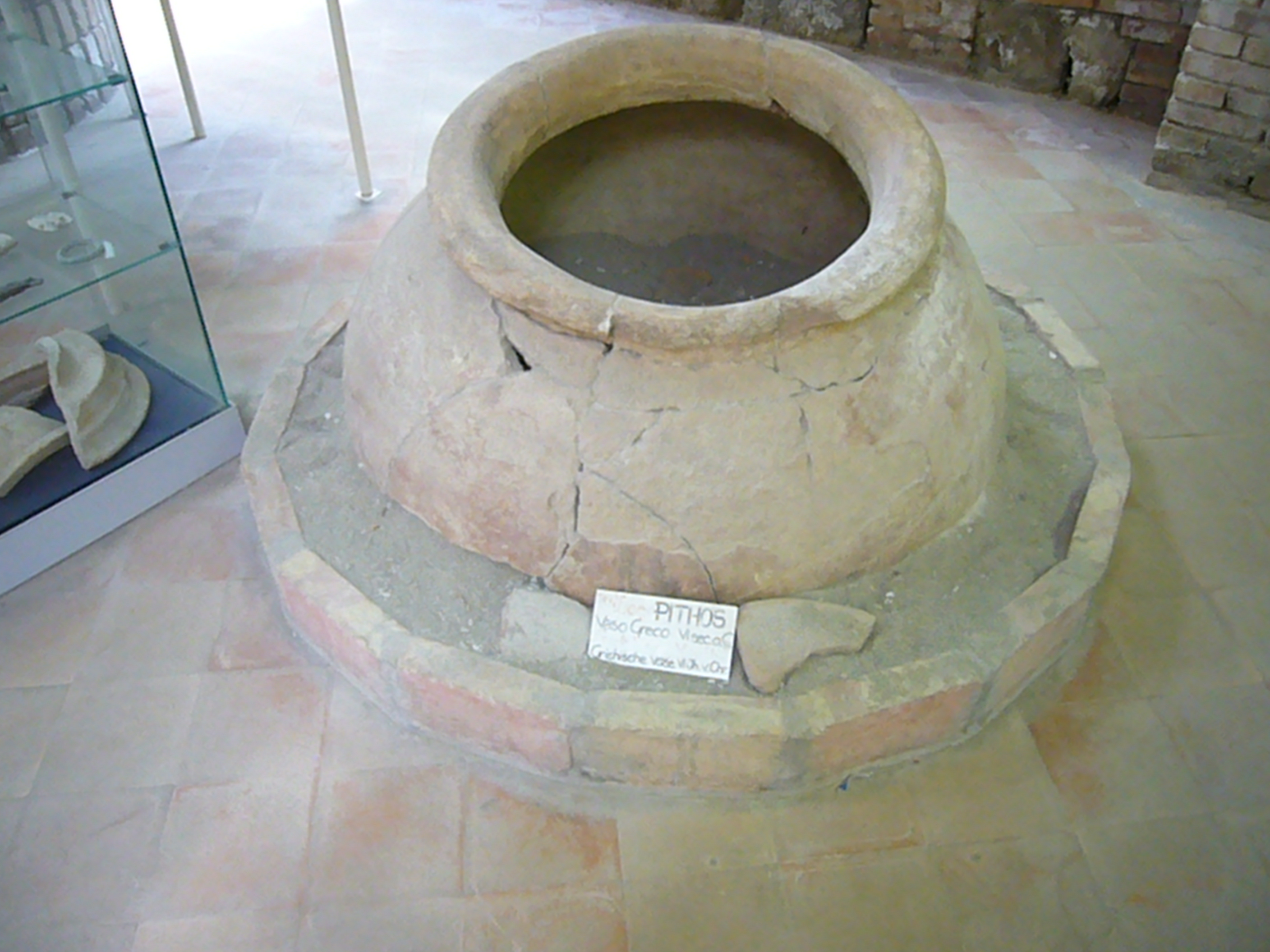
Pithari uit de 6e eeuw v.Chr. (Museo di Santa Restituta)

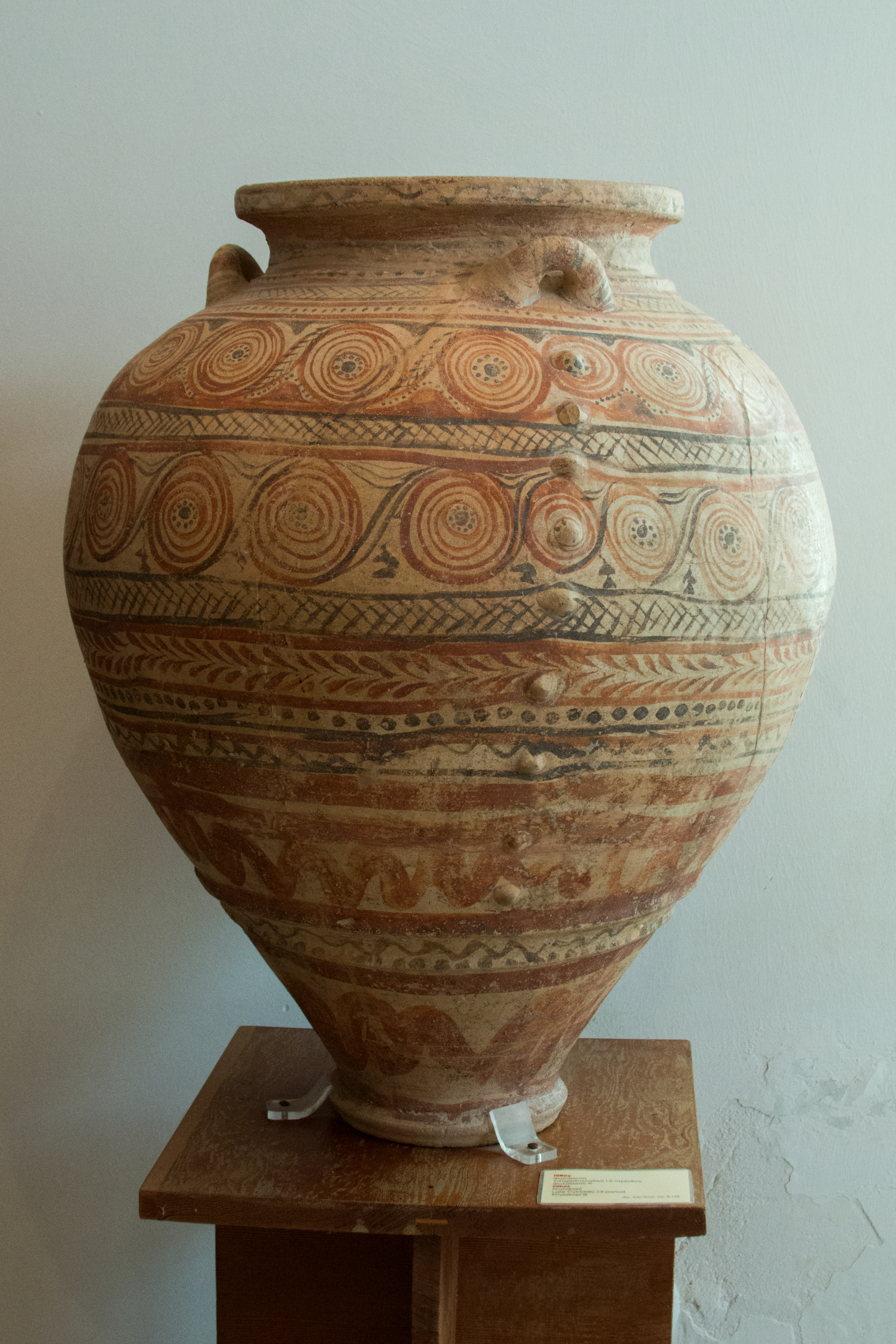
Pithari, laat-Cycladisch

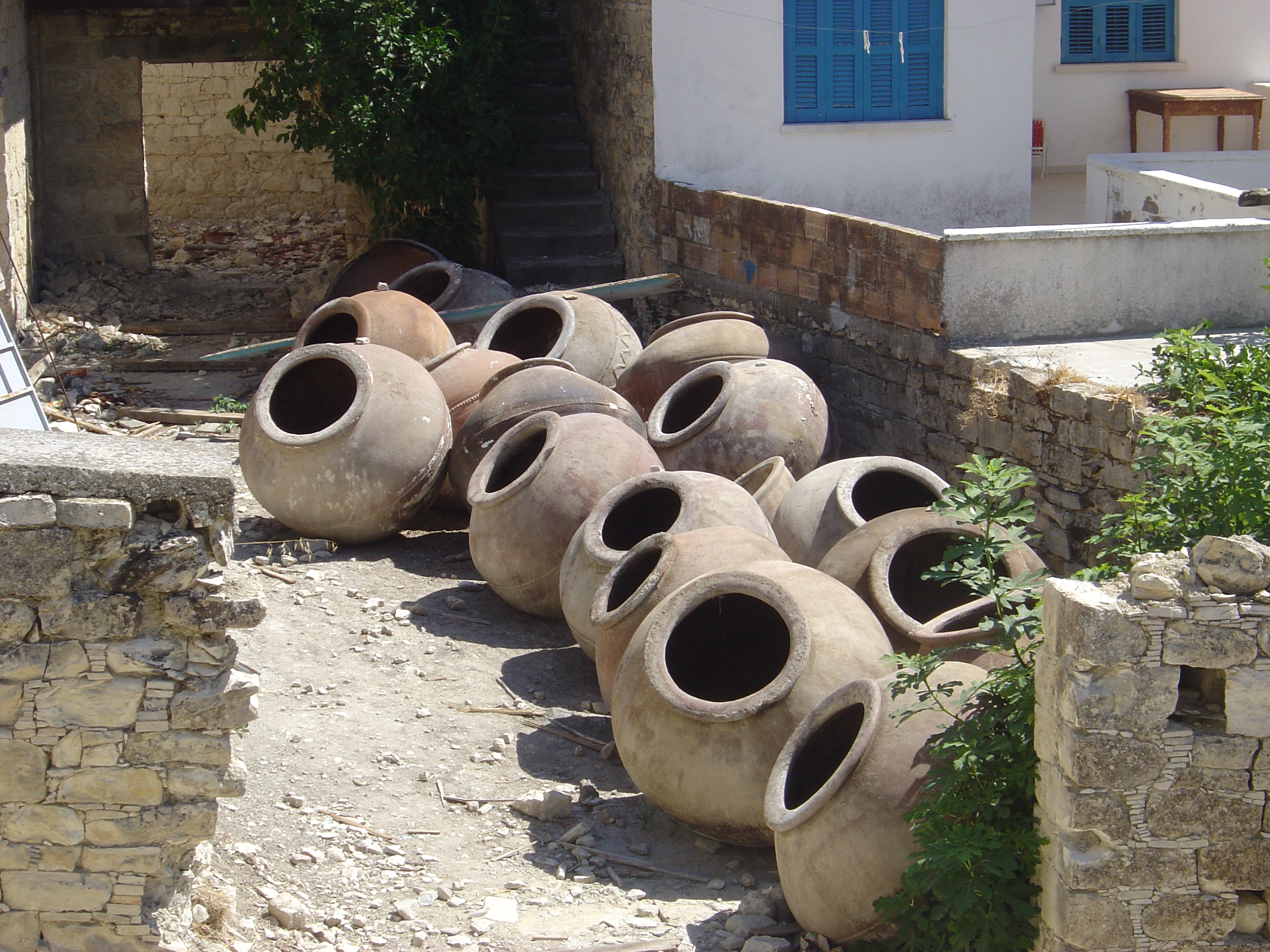
Pitharia

In het Middellandse Zeegebied was de productie van vaten van keramiek (amforen) voor het bewaren van vloeistoffen vrij algemeen. Wijnvaten werden meestal geheel of gedeeltelijk ingegraven of in grote ondergrondse ruimten geplaatst.
De klei werd samengesteld uit rode en witte klei, gemengd, fijn gestampt en ontdaan van stenen en andere verontreinigingen en met water plastisch gemaakt. Omdat de grote potten op de plaats van bestemming werden gemaakt en gebakken, werd de klei door de toekomstige eigenaar getransporteerd naar de plaats van bestemming. De potten werden vervaardigd door mannen, pitharades (pithari = pot) en de pot werd geheel met de hand gevormd. De pottenmaker begon op dag 1 met het leggen van de bodem, die stevig genoeg moest zijn om het gewicht van de pot te dragen. De dagen erna (gedurende 20 tot 45 dagen, afhankelijk van de afmeting) werd de pot elke dag een stukje verder opgebouwd met een nieuwe ring van klei. Om ervoor te zorgen dat de volgende ring hechtte, werd de gemaakte ring afgedekt om uitdroging te voorkomen. Nadat de pot was voltooid, werd deze 10 tot 15 dagen gedroogd. Daarna werd de pot over matten naar een enorme oven gerold en in drie dagen gebakken; voor de grootste potten werd de oven om de pot heen gemaakt. Na het bakken werden de potten als ze nog warm waren aan de binnenzijde ingesmeerd met teer en azijn om de wanden waterdicht te maken. Op de potten zijn meestal de naam van de maker, de datum en soms de naam van de eigenaar aangebracht.
In de jaren 70 van de 20e eeuw viel de productie stil, hoewel wordt getracht het vak wel in stand te houden. Meerdere exemplaren staan in het Pilavakion Museum in Phini.

## Trivia
- In 1990 maakte Theophanis Pilavakis, de curator en oprichter van het museum, een pithari van 2000 liter voor een vermelding in het Guinness Book of Records.
- Pitharia van kleine afmetingen, tot ongeveer 150 cm in diameter, voor decoratieve doeleinden worden nog steeds (2020) gemaakt.
- In de late bronstijd (ca. 1550 tot ca. 1200 v.Chr.) werden al pitharia uit Cyprus geïmporteerd in verschillende delen van Italië. Ook de pithari-makers trokken door de Levant om ter plaatse van lokale klei hun producten te vervaardigen.[1]